# Relacijska baza podataka
Relacijska baza podataka je ona podatkovna baza za čiji skup podataka vrijedi da su u njoj podaci vezani relacijama i strukturirani tako da se osigura:
- ažurnost pohranjenih podataka
- izgradnja sigurnosti i nadzora pristupa podatcima
- mogućnost dnevnog sigurnosnog arhiviranja
- mogućnost kontrole i administriranja s jednog mjesta
- mogućnost postavljanja više upita s više kriterija u svrhu izrade analiza i sinteza podataka
- najmanja zalihost (redundancija)
- postojanost pohranjenih podataka
- točnost pohranjenih podataka
- trajno očuvanje integriteta pohranjenih podataka[1]

Ako se relacijska podatkovna baza koristi višekorisnički tj. mrežno, tad postiže najveći učinak i mogućnost.